# Platu 25
Platu 25 (раніше Beneteau 25) — це вітрильна яхта, розроблена Farr Yacht Design на чолі з Брюсом Фарром. Перша яхта була побудована McDell Marine в Новій Зеландії на початку 1990-х. Це стало класом, визнаним WS(ISAF) в листопаді 2006 року.

## Опис класу
Platu 25 був сконструйований легендарним Брюсом Фарро в 1995 році як спортивна гоночна яхта, яка підходить для отримання досвіду вітрильних перегонів і розвитку гоночних навичок. Ця швидка і в той же час легка в управлінні і настройці яхта з великим класичним спінакером набула популярності в коротких одноденних гонках як серед новачків, так і серед ветеранів вітрильного спорту. Яхти ідеальні для екіпажу 4-6 чоловік і є монотипними, що дозволяє брати участь в гонках без підрахунку гоночних балів. А це, в свою чергу, дає можливість екіпажу повністю показати себе зі спортивною боку.
Легка форма корпусу поєднує довгу ватерлінію, відмінне носовий перетин корпусу і потужну кормову частину. Все це чітко збалансовано, щоб забезпечити виняткові технічні та експлуатаційні якості. Поєднання нековзною палуби і витонченої форми кіля забезпечує безпеку екіпажу і високу стійкість яхти.
На сьогоднішній день в світі налічується кілька тисяч Platu 25, і за підтримки Міжнародної Федерації вітрильного спорту на цих яхтах проводяться міжнародні матч-рейси, Чемпіонати Світу і Європи.

## Історія
Історія яхт класу Platu25 почалася з того, що група тайських бізнесменів організувала компанію, відому як Phatra Marine Products Company Limited і хотіла побудувати марину в Хуа Хін на західному узбережжі тайської затоки, в якій планувала розмістити флотилію човнів One Design.
Для проектування човна вони залучили знаменитого дизайнера Брюса Фарра і попросили створити яхту, яка особливо підходила б для акваторії затоки Таїланду. В результаті спроектована невелика вітрильна яхта була названа в честь маленької рибки, що є делікатесом в Таїланді: «Пла» — по-тайськи означає риба, а «Ту» — її назва.
Таким чином, з'явилася на світло, невелика, але особлива Platu25. Для будівництва монотипного флоту була обрана новозеландська верф Mcdell Marine
19 березня 1995 року 24 човни Platu прибули до Таїланду, а в 1996 році біля берегів Хуа Хін відбулася перша регата Platu 25 One Design, відома як Coronation Cup. На жаль, в 1997 році в Таїланді стався фінансова криза, і будівництво марини було припинено. Мрія бізнесменів так і не здійснилася і марина з флотом One Design так і не була завершена. Однак регата Coronation Cup продовжує своє існування, і сьогодні кубок регати є одним з найпрестижніших вітрильних трофеїв в Таїланді. Захід проводиться на початку травня в рамках International Top of The Gulf Regatta в Ocean Marina Pattaya. Французька верф Beneteau побачила перспективи Platu і купила права на її будівництво в Європі. Були внесені невеликі зміни в оригінальну конструкцію човна, включаючи 40-мілліметрове зменшення ширини палуби, необхідне для відповідності перевезеної човна правилам дорожнього руху більшості європейських країн.